# Amangkurat Ier
Amangkurat Ier, parfois orthographié Amengkurat Ier ou Ameng-kurat Ier, est le Susuhunan (souverain) de Mataram qui règne de 1646 à 1677. Son règne, avec celui de son père, le sultan Agung, est considéré comme l'apogée du royaume. Souhaitant centraliser l'île de Java autour de sa personne, Amangkurat Ier fait face à de nombreuses révoltes et fait assassiner ses opposants afin d'atteindre son but. Cette politique a pour conséquence une division de la cour javanaise.
D'abord ouvert aux négociations avec la Compagnie néerlandaise des Indes orientales (VOC), Amangkurat Ier cherche rapidement à garder le contrôle des liaisons commerciales et comprend le danger que représentent les Européens. Son règne se termine sur fond de révoltes, de prophéties de fin de dynastie et de guerre. La capitale de son royaume, Plered est prise par le prince madurais Trunajaya en mai ou juin 1677 et Amangkurat Ier meurt en juillet. Son fils Amangkurat II, qui a comploté contre lui vers 1660, lui succède en 1677.

## Histoire

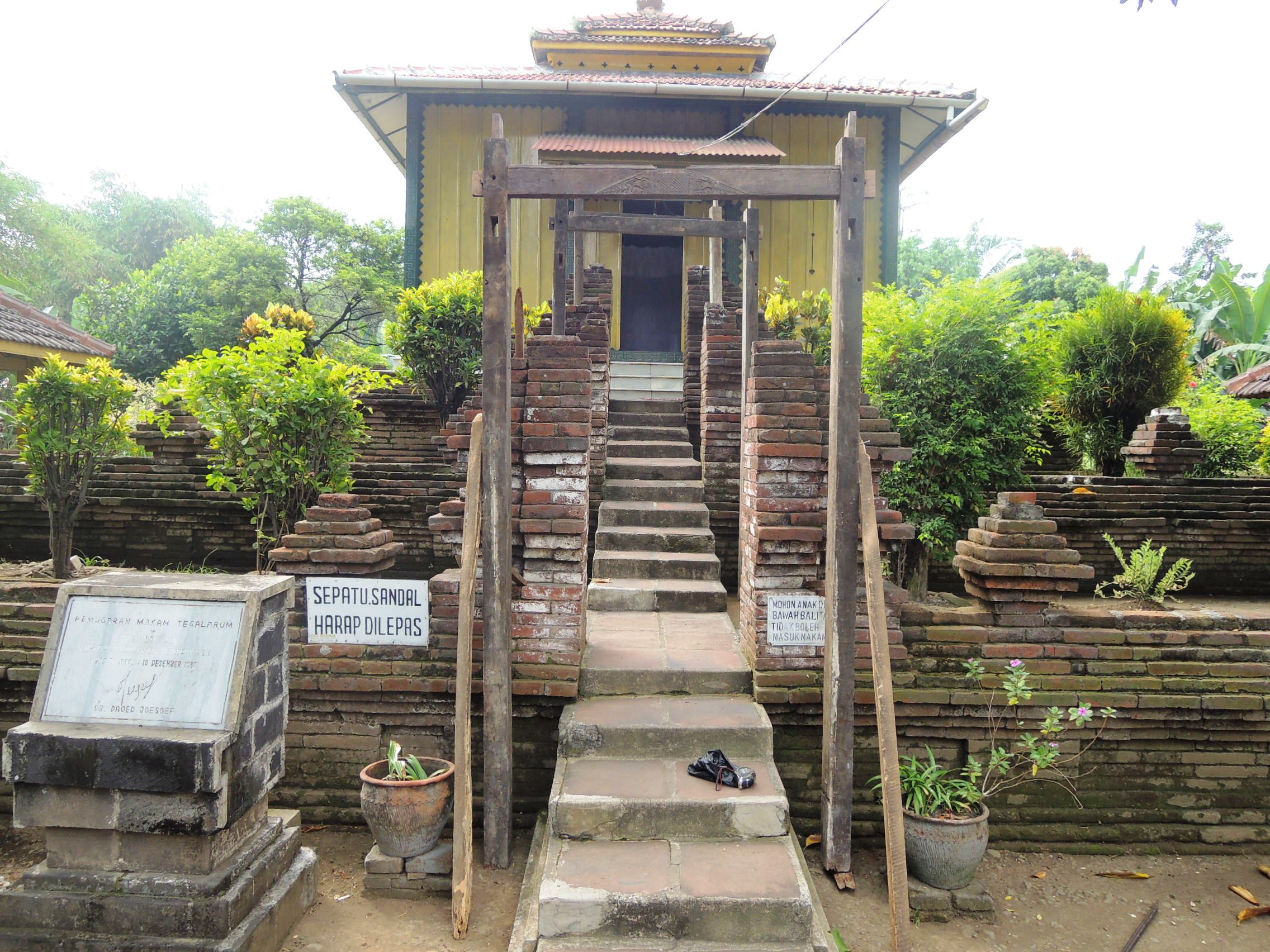
La tombe d'Amangkurat Ier à Tegalwangi près de Tegal, Java central

Amangkurat Ier est un monarque qui tente de centraliser toute l'île de Java autour de son royaume, et ses prétentions aliénèrent une grande partie de la cour contre lui. Son règne est marqué par de nombreuses révoltes, telles des révoltes islamiques qui éclatent dès 1647, et sont durement réprimées par le pouvoir : 6 000 santris et sympathisants sont tués selon les observations du gouverneur de la VOC (Compagnie néerlandaise des Indes orientales) (Rijcklof van Goens. Dans ses tentatives pour centraliser le pouvoir, Amangkurat Ier organisera les meurtres de nombreux dignitaires javanais.
Si son père le sultan Agung ne signe aucun traité avec la VOC, Amangkurat Ier signe un accord sous la forme d'un tribut annuel de « tissus et curiosités » versés à Batavia, siège de la compagnie, ce qui permet de garder l'ordre protocolaire du royaume javanais. Toutefois, Amangkurat Ier comprend rapidement que la VOC n'est pas seulement un partenaire commercial, mais un danger pour son royaume, et il s'oppose à la compagnie en tentant de garder le contrôle sur les zones portuaires de Java. Le pouvoir central du royaume gêne la politique de la VOC, et celle-ci tente dans les années 1660 de diviser la monarchie, notamment en soutenant le futur Amangkurat II dans sa tentative de renverser son père. Allié à Trunajaya, un prince de Madura, et Raden Kajoran, qui se prétend doté de pouvoirs magiques, Amangkurat II déclare la guerre à son père en 1676. Un an plus tard, la VOC participe à l'effort de guerre au côté d'Amangkurat II à condition du remboursement des frais engagés et d'une concession sur les installations portuaires de la côté nord de Java.
La fin de règne est marquée par une éruption du Merapi en 1672, des tremblements de terre et plusieurs éclipses lunaires, ce qui est vu comme un mauvais présage par les Javanais. Une famine entre 1674 et 1676 et des maladies s'abattent sur l'île et des prophéties de fin de la dynastie de Mataram commencent à se répandre. Le royaume de Amangkurat Ier se désagrège et à partir de 1676 de nombreux dignitaires javanais renient leur roi et se tournent vers les rebelles menés par Trunajaya et Raden Kajoran. Plered, la capitale, est prise entre mai et juin 1677 par les forces de Trunajaya. Amangkurat Ier meurt en juillet 1677. Il est enterré par son fils le 13 juillet 1677 à Tegalwangi.

## AmangkuratIeret la culture javanaise
Son règne, avec celui de son père, le sultan Agung, est considéré comme l'apogée du royaume de Mataram.
C'est également sous le règne d'Amangkurat Ier que le sima-maesa, partie du rituel rampokan macan, est pour la première fois reportés par Rijcklof van Goens.
Plered, la capitale de son royaume, dont la construction a été commencée par Sultan Agung, est considérée comme la capitale d'Amangkurat Ier, puisqu'il y déplaça la cour en 1647 et que celle-ci n'y demeura que jusqu'en 1680.